# Søndermarken
 Der er flere lokaliteter med dette navn, se Søndermarken (flertydig).
Søndermarken (oprindeligt Søndre Mark) er en park på Frederiksberg syd for Roskildevej og Frederiksberg Have. Den blev anlagt i tilslutning til Frederiksberg Slot i 1730'erne.
Under et springvand ligger vandreservoiret Cisternerne.
I 1820 blev der givet lejlighedsvis adgang for standspersoner, men fra 1852 blev der givet fri adgang om dagen. Nu er der adgang hele døgnet.
En del af Søndermarken er afsat til Zoologisk Have.
Lidt vest herfor ligger på Borgmester Fischersvej et almennyttigt boligbyggeri med navnet Søndermarken, opført i 1955.
| - Billeder fra Søndermarken - Søndermarken, 1827 Af Ole Jørgen Rawert - Midteralléen i Søndermarken med nystynede lindetræer, 2007 - Statue af Oehlenschläger foran allé med nystynede træer - Mindehøjen - Skulpturen Moder Danmark af Anders Bundgaard i Mindehøjen - Gul- eller okkerkalket toiletbygning med skilt Dametoilet - Panorama med lille sø ved Norske bro |